# 云溪区
云溪区位于湖南省东北部，处于长江中游南岸。东北与临湘市接壤，西北与湖北省监利市隔江相望，南部与岳阳县和岳阳市岳阳楼区毗邻。常住總人口約15万人，区人民政府駐云溪镇云中西路48号。区域总面积为403平方公里。

## 地理環境
雲溪區地處岳陽市城區東北部、長江中游南岸，位於東經113°08′48″至113°23′30″、北緯29°23′56″至29°38′22″之間，西瀕東洞庭湖，東與臨湘市接壤，西北與湖北省監利市、洪湖市隔江相望，南部與岳陽樓區和岳陽經濟開發區毗鄰。總面積403平方公里。

## 歷史沿革
雲溪區歷屬原臨湘縣（現臨湘市）轄域。依據地方誌記載，
- 唐虞時期屬荊州地域。夏、商時期，為三苗國地。
- 春秋、戰國時期屬楚之附庸麋子國地域，秦統一後屬長沙郡管轄。
- 西漢時屬長沙國下雋縣地，東漢復屬長沙郡。三國時期，境域先屬蜀，後屬吳國長沙郡巴丘地。
- 西晉太康元年（西元280年），歷東晉、南北朝、隋至唐末，境域一直屬巴陵縣地。
- 五代後唐清泰年間，馬氏在巴陵縣東北部的陸城鎮設立王朝場，宋淳化五年（994年）王朝場升為王朝縣。宋至道二年（996）改名臨湘縣，自宋代起至1930年一直為臨湘縣治。明代正式建立雲溪驛站。
- 民國建立，屬於臨湘縣。
- 1984年4月6日，經國務院批准，設立岳陽市北區，隸屬岳陽市。
- 1996年6月，更名為岳陽市雲溪區。

## 行政区划
云溪区下辖3个街道办事处、2个镇：
长岭街道、云溪街道、松杨湖街道、陆城镇和路口镇。

## 人口
根据第七次人口普查数据，截至2020年11月1日零时，云溪区常住人口144007人。

## 交通
- 京广铁路：云溪站

## 文化遺址
1987年10月，在陸城鎮銅鼓山遺址出土的殷墟類青銅器。銅鼓山遺址是商文化進入湖南的第一站，是長江南岸唯一發現的商文化遺址。
廣東梅縣大埔（長江南岸）有商代墓遺址。其附近有座銅鼓嶂。

## 旅遊景點
- 陸城古鎮：素有「千年古鎮」、「歷史重鎮」、「文化名鎮」美譽。陸城境內文化古跡眾多。有銅鼓山商代文化遺址（省級文物保護單位），臨湘磯大磯頭（省級文物保護單位），培風塔（省級文物保護單位），教廣橋是等。陸城的民居古建群，對稱性分佈於一條老街上，保存完好的共有33棟。相傳三國時期，吳國將領陸遜屯兵於此，築土城為營壘。後人念其功績，使地以人名。陸城自北宋至道二年（西元996年）建縣，至民國十九年（西元1930年）一直為臨湘縣治。
- 坪田牌坊：坪田「樂善好施」牌坊，建於清光緒十四年仲秋月（1888年），位於雲溪鄉坪田村，是清戶部主事劉兆梅為其節母來氏所立，高9米，寬6米，厚2米，占地面積12平方米。坐北朝南，偏東20度。牌坊由青石、麻石和漢白玉等堅硬石料砌成，其結構嚴謹，造型精美，是雲溪區最早公佈為省級文物保護單位的古建築。